# ۹۶ (عدد)
۹۶(نود و شش) یک عدد طبیعی است که بعد از ۹۵ و قبل از ۹۷ قرار دارد.